# 半淞园路街道
半淞园路街道是中国上海市黄浦区下辖的一个街道。面积2.87平方公里。户籍人口9.5万人。（2008年）

## 行政区划
半淞园路街道下辖民立居委会、瞿四居委会、西三居委会、徽宁居委会、高雄居委会、瞿二居委会、三门峡居委会、市民居委会、西一居委会、制造居委会、保屯居委会、西二居委会、耀江花园居委会、黄浦新苑居委会、迎勋居委会、海西居委会、益元居委会、中福花苑第一居委会、车中居委会、普益居委会、新村居委会、中福花苑第二居委会。